# Uarda (Schiff, 1899)
Die zweite Uarda der Deutschen Dampfschiffahrts-Gesellschaft Kosmos wurde 1902 von der Hapag angekauft. Sie war 1899 als Athesia von der Reiherstiegwerft für die Hapag gebaut worden. Im Westküstendienst nach Südamerika wurde sie als Frachtschiff mit Kabinenpassagieren eingesetzt.
Wegen des Ersten Weltkriegs wurde das Schiff in Mollendo, Peru, aufgelegt und dort im Oktober 1917 beschlagnahmt und in Salaverry umbenannt. Über Frankreich und Belgien gelangte das Schiff 1924 nach Griechenland, wo es in Chloe umbenannt wurde und wieder in Fahrt kam. Am 13. September 1932 sank die Chloe vor Quessant.

## Geschichte des Schiffes
Die mit der Baunummer 403 von der Reiherstiegwerft für die Hapag gebaute Athesia war eigentlich ein Einzelschiff, auch wenn sie den „A-Dampfern“ der Reederei zugerechnet wurde. Diese Dampferreihe bestand aus sechs von den britischen Werften Palmers (vier, 1896) und Harland & Wolff (zwei, 1897) gelieferten Schiffen für den Fracht- und Auswandererverkehr auf dem Nordatlantik, deren Namen alle mit A begannen. Der Klasse wurden auch drei von der Flensburger Schiffbau-Gesellschaft gebaute Doppelschraubenschiffe etwa gleicher Größe zugerechnet, die von Kirstens Hamburg-Calcutta Linie in Auftrag gegeben waren und die als Aragonia, Ambria und Alesia von der Hapag 1897 übernommen wurden. Diese neun Dampfer waren alle etwas kleiner als die Athesia und die bei Tecklenborg in Auftrag gegebene Assyria, die mit 6581 BRT das größte Schiff dieser Schiffsklasse der Hapag wurde. Zur Jahrhundertwende bestellte die Hapag dann nochmal vier von den ersten Schiffen abweichende Dampfer bei Palmer und das der Klasse zugerechnete Einzelschiff Silvia in Flensburg.

Die Einfachheit der Passagiereinrichtungen führte bei allen Schiffen bis auf Silvia ab 1900 zur Reduzierung auf eine kleine Kajütseinrichtung für weniger als zehn Fahrgäste und zum Einsatz als Frachter.
Die Athesia lief am 4. Juni 1899 bei der Reiherstiegwerft vom Stapel und wurde am 12. August 1899 als elftes Schiff der A-Klasse abgeliefert.
Wie die britischen Vorläufer und die Assyria hatte sie eine Vierfach-Expansions-Dampfmaschine der Bauwerft, die 2500 PS leistete und eine Dienstgeschwindigkeit von 11 Knoten ermöglichte. Als einziger Schiff hatte sie nur zwei Heizkessel. Mit einer Länge von 131,44 m war sie 10 m länger als die britischen Schiffe und das bis dahin längste Schiff der Serie. Mit anfangs 20 Kabinenplätzen Erster Klasse und Platz für 1100 Fahrgäste im Zwischendeck entsprach sie weitgehend den Vorläufern.
Am 21. August 1899 trat die Athesia ihre Jungfernreise nach Philadelphia an. Am 15./16. November 1899 versuchte sie im Kanal vergeblich, die brennende Patria abzuschleppen und übernahm deren Besatzung nach dem Eintreffen von Bergungsschleppern, die aber die Patria auch nicht retten konnten. Die Athesia blieb bis 1902 im Dienst auf dem Nordatlantik; nach New York kam sie dabei nicht zum Einsatz.

### Verkauf an die DDG Kosmos
Am 21. Oktober 1902 wurde die Athesia an die DDG Kosmos verkauft, die sie als 'Uarda' in ihrem Dienst zur Westküste Amerikas einsetzte. Sie war für wenige Tage das größte Schiff der Gesellschaft.

Uarda war die Titelfigur eines Romans des populären Ägyptologen Georg Ebers. Die DDG Kosmos hatte den Namen schon 1880 bis 1889 für einen 1505 BRT großen Dampfer verwandt, der in Flensburg gebaut worden war. Die Uarda wurde im Frachtdienst eingesetzt, der auf den Linien der Gesellschaft an Bedeutung gewann. Die im Gemeinschaftsdienst verbundene Hapag setzte hier später auch ihre A-Dampfer der letzten Baureihe von Palmers ein und die DDG Kosmos seit 1905 in Großbritannien gebaute Frachtschiffe, deren Namen mit S begannen.

### Unter anderen Flaggen
Zu Beginn des Ersten Weltkriegs suchte die Uarda Schutz in Mollendo, Peru. In die Versorgungsfahrten für das deutsche Ostasiengeschwader, das über den Pazifik nach Südamerika marschierte, wurde sie nicht einbezogen. Unter dem Einfluss der USA brach Peru am 6. Oktober 1917 seine diplomatischen Beziehungen zum Deutschen Reich ab. Die als einziger deutscher Dampfer in Mollendo liegende Uarda wurde von den peruanischen Behörden besetzt. Der Besatzung gelangt aber die Maschine unbrauchbar zu machen.

Die Peruaner beschlagnahmten das Schiff und gaben ihm im Juni 1918 den Namen Salaverry nach dem früheren peruanischen Präsidenten Felipe Santiago de Salaverry. Die in Peru beschlagnahmten Schiffe wurden 1918 der alliierten Schiffsverteilung zugeführt und wurden von den Amerikanern auf Tauglichkeit überprüft. Neben der Uarda waren auch die Rhakotis, Luxor und Anubis der DDG Kosmos in Callao beschlagnahmt und umbenannt worden. Salaverry ex Uarda und Paita ex Anubis wurden wegen beschädigter Maschinen nach Balboa am Panamakanal geschleppt, um in den dort vorhandenen Docks repariert zu werden.
Die reparierte Salaverry wurde Frankreich zugeteilt und dann nach Belgien an De Cort & Verschueren verkauft. Unter dem peruanischen Namen kam das Schiff 24. November 1924 nach Griechenland, wo es in Cloe umbenannt wurde und tatsächlich für Lykiardopoulos N. D. & G. Z. - Cephalonian Maritime Co. Ltd., Argostoli, wieder in Fahrt kam. Am 13. September 1932 sank die Chloe vor Quessant auf  48° 20′ 0″ N, 5° 9′ 0″ W.